# Marlo Peralta
Marlo Mendoza Peralta (San Carlos, 13 juni 1950) is een Filipijns geestelijke en een aartsbisschop van de Rooms-Katholieke Kerk.
Peralta werd op 31 maart 1975 tot priester gewijd. Op 14 januari 2006 werd hij benoemd tot bisschop-coadjutor van Alaminos. Zijn bisschopswijding vond plaats op 31 maart 2006. Toen Jesus Aputen Cabrera op 1 juli 2007 met emeritaat ging, volgde Peralta hem op als bisschop.
Peralta werd op 30 december 2013 benoemd tot aartsbisschop van Nueva Segovia, als opvolger van Ernesto Salgado die met emeritaat was gegaan.